# The Shot
The Shot – używane w środowisku amerykańskich dziennikarzy sportowych i kibiców określenie na rzut Michaela Jordana z Chicago Bulls w meczu przeciwko Cleveland Cavaliers oddany równo z syreną końcową w rozgrywkach play off NBA 7 maja 1989. 
Jordan był ściśle kryty przez Craiga Ehlo, zdołał wysoko podskoczyć i rzucić przez ręce obrońcy. Trafił, Bulls zwyciężyli w meczu i w całej serii play off, awansując do następnej rundy.